# Пођо ди Бади (Болоња)
Пођо ди Бади (итал. Poggio di Badi) је насеље у Италији у округу Болоња, региону Емилија-Ромања.
Према процени из 2011. у насељу је живело 14 становника. Насеље се налази на надморској висини од 634 м.